# 彭輅
彭輅（1515年—？），字子殷，號冲溪，浙江嘉興府嘉興縣人，匠籍，明朝政治人物。

## 生平
嘉靖十三年（1534年）甲午科浙江鄉試第十五名舉人。嘉靖二十六年（1547年）中式丁未科會試第十八名，登第三甲第一百七十名進士。禮部觀政，授江西布政司照磨，升新淦知县，應天府学教授，嘉靖三十一年壬子科應天鄉試主考，国子监助教，南京刑部主事。

## 家族
曾祖彭誠；祖父彭濟；父彭諫，母金氏；繼母吳氏。永感下。弟彭輔。